# 巴列鲁埃拉德佩德拉萨
巴列鲁埃拉德佩德拉萨，是西班牙卡斯蒂利亚-莱昂塞戈维亚省的一个市镇。 总面积10平方公里，总人口64人（2001年），人口密度6人/平方公里。